# Homogyna alluaudi
Homogyna alluaudi is een vlinder uit de familie wespvlinders (Sesiidae), onderfamilie Sesiinae.
Homogyna alluaudi is voor het eerst wetenschappelijk beschreven door Le Cerf in 1911. De soort komt voor in het Afrotropisch gebied.